# 勒格山
勒格山（英語：Mount Lugg）是南極洲的山峰，位於麥克羅伯特森地，處於希克斯山以南9公里，屬於查爾斯王子山脈的一部分，現時由南極條約體系管理。